# Spofford, Texas
Spofford là một thành phố thuộc quận Kinney, tiểu bang Texas, Hoa Kỳ. Năm 2010, dân số của xã này là 95 người.

## Dân số
- Dân số năm 2000: 75 người.
- Dân số năm 2010: 95 người.